# Faustinopolis
Faustinopolis ou Colonia Faustinopolis ou Halala est une ville romaine au nord des portes de Cilicie que les recherches récentes situent dans la province de Niğde en Turquie aux environs du village actuel de Toraman. 
La localité s'appelait Halala. Lors du voyage de l'empereur romain Marc Aurèle dans les provinces hellénophones de l'empire au lendemain de la révolte d'Avidius Cassius, son épouse Faustine y décède (175). Marc Aurèle transforme le village en colonie et lui donne le nom de Faustinopolis.
Plus tard, la cité aurait été délaissée au profit du site de la forteresse de Loulon mieux protégée. Son emplacement se situerait aux environs d'Ulukışla ou de Porsuk. Les fouilles effectuées à proximité de Porsuk ont permis d'y découvrir un site datant au moins du fer ancien (IXe au VIIe siècle av. J.-C.).  
En janvier 1216/1217, l'héthoumide Constantin (1180-exécuté le 29 juin 1250) fils de Héthoum III est assiégé dans la forteresse de Kapan, il est capturé par le sultan seldjoukide de Roum Kay Kâwus Ier. En 1217, le roi Léon II d'Arménie livre au sultan les forteresses de Loulon et de Lauzada en échange de la liberté de Constantin. Léon II meurt en 1219.